# Вана-Нурсі
Вана-Нурсі (ест. Vana-Nursi) — село в Естонії, входить до складу волості Виру, повіту Вирумаа.